# Rudi Seher

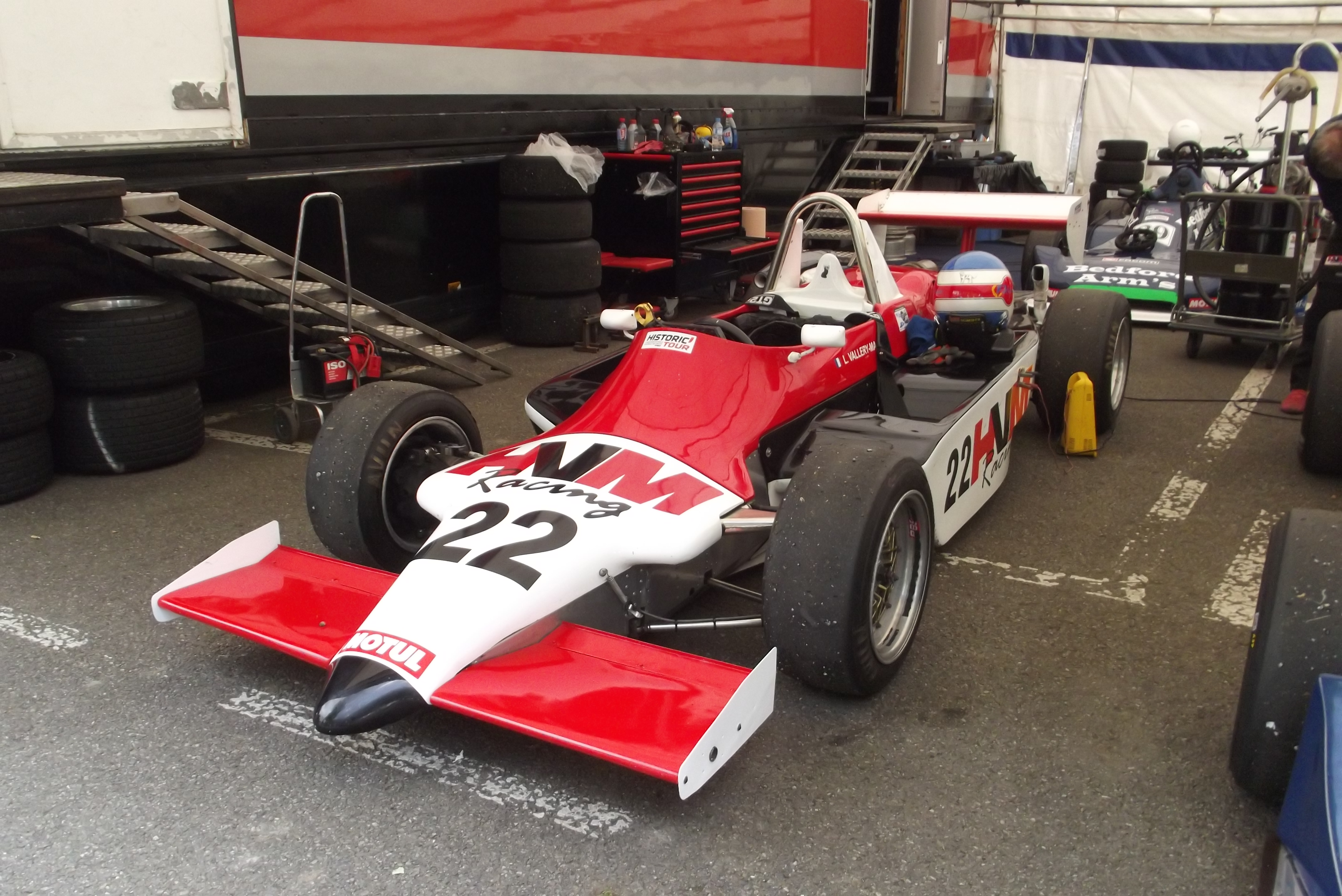
Auf einem Rat RT3 startete Rudi Seher in den 1980er-Jahren in der Formel 3

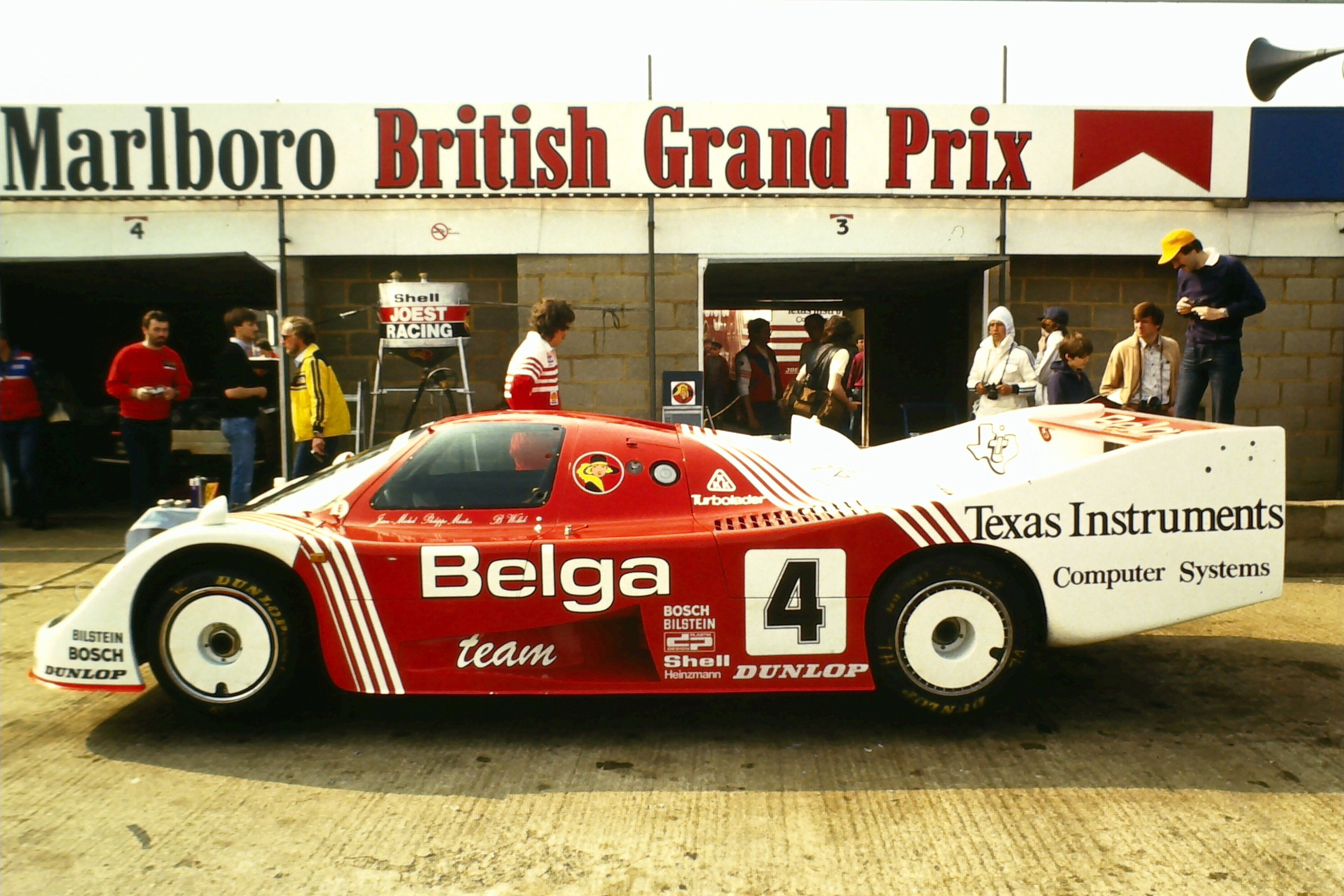
Porsche 936C wie ihn Rudi Seher beim 24-Stunden-Rennen von Le Mans 1986 fuhr

Rudolf „Rudi“ Seher (* 11. November 1956 in Buchau) ist ein deutscher Unternehmer und ehemaliger Autorennfahrer.

## Karriere als Rennfahrer
Rudi Seher begann seine Fahrerkarriere 1977 in der Formel 3. Er engagierte sich in der deutschen Formel-3-Meisterschaft, wo er jahrelang aktiv blieb. Auch beim französischen Ableger dieser Rennserie bestritt er Rennen. Das deutsche Championat beendete er 1983 auf einem Anson SA3 an der siebten und 1985 an der achten Stelle der Jahreswertung.
1986 wechselte er in den Sportwagensport und kam bei seiner ersten Teilnahme am 24-Stunden-Rennen von Le Mans als Gesamtsechster ins Ziel. Gemeinsam mit Siegfried Brunn und Ernst Schuster steuerte er einen von Schuster gemeldeten Porsche 936 C. Für URD und Gebhardt ging er bis zum Ablauf der Rennsaison 1988 in der Sportwagen-Weltmeisterschaft an den Start und wandte sich anschließend dem nationalen Sport- und Tourenwagensport zu, um unter anderem an Rennen im Supercup und der Interserie teilzunehmen. Seinen letzten Renneinsatz hatte er beim 24-Stunden-Rennen auf dem Nürburgring 2008.

## Seher Motorsport
1981 gründete Rudi Seher in Riedlingen Rudi Seher Motorsport. Zuerst als Rennteam aktiv bot das Unternehmen ab 1984 Rennwagen und deren Wartung zahlungskräftigen Kunden an. Nach Anfängen in einer Landmaschinen-Werkstatt übersiedelte das Unternehmen 2010 in das ortsansässige Industriegebiet.

## Statistik

### Le-Mans-Ergebnisse
| Jahr | Team                   | Fahrzeug     | Teamkollege     | Teamkollege     | Platzierung | Ausfallgrund |
| ---- | ---------------------- | ------------ | --------------- | --------------- | ----------- | ------------ |
| 1986 | Ernst Schuster         | Porsche 936C | Siegfried Brunn | Ernst Schuster  | Rang 6      |              |
| 1989 | Repsol Brun Motorsport | Porsche 962C | Franz Konrad    | Andres Vilariño | Ausfall     | Bremsdefekt  |

### Einzelergebnisse in der Sportwagen-Weltmeisterschaft
| Saison | Team                | Rennwagen      | 1   | 2   | 3   | 4   | 5   | 6   | 7   | 8   | 9   | 10  | 11  |
| ------ | ------------------- | -------------- | --- | --- | --- | --- | --- | --- | --- | --- | --- | --- | --- |
| 1986   | Ernst Schuster      | Porsche 936C   | MON | SIL | LEM | NÜN | BRH | JER | NÜR | SPA | FUJ |     |     |
| 1986   | Ernst Schuster      | Porsche 936C   |     |     | 6   | DNF |     |     |     |     |     |     |     |
| 1987   | URD Junior Team     | URD C81        | JAR | JER | MON | SIL | LEM | NÜN | BRH | NÜR | SPA | FUJ |     |
| 1987   | URD Junior Team     | URD C81        | 14  | DNF | 10  | 13  |     | DNF | DNF | 13  |     |     |     |
| 1988   | Gebhardt Motorsport | Gebhardt JC873 | JER | JAR | MON | SIL | LEM | BRÜ | BRH | NÜR | SPA | FUJ | SAN |
| 1988   | Gebhardt Motorsport | Gebhardt JC873 |     |     | 26  |     |     |     |     | DNF |     |     |     |